# Samuel S. Hinds
Samuel Southey Hinds (* 4. April 1875 in Brooklyn, New York; † 13. Oktober 1948 in Pasadena, Kalifornien) war ein US-amerikanischer Schauspieler.

## Leben und Karriere
Samuel Southey Hinds wurde in eine wohlhabende Familie in Brooklyn geboren. Sein Urgroßvater war der Dichter Robert Southey, sein Vater Joseph Edwin Hinds Präsident der United States Playing Card Company. Hinds absolvierte die Harvard University und arbeitete vor seiner Schauspielkarriere für 32 Jahre als Anwalt. Er zog in den 1920er Jahren als Anwalt nach Kalifornien, wo sein Interesse an der Schauspielerei zum Leben erweckt wurde. Er war Mitgründer des Pasadena Playhouses. Gleich mehrere Regisseure zeigten sich so beeindruckt von Hinds Schauspielleistungen, dass sie dem Darsteller Rollen in ihren Filmen gaben. Doch Hinds gab seine Tätigkeit als Anwalt erst Anfang der 1930er Jahre endgültig auf, nachdem er einen großen Teil seines Vermögens in der Weltwirtschaftskrise verloren hatte.
Sein Filmdebüt bildete The Amateur Gentleman aus dem Jahr 1926 neben Richard Barthelmess, doch erst 1932 drehte er seinen zweiten Film. Nach einigen kleineren Rollen schaffte er seinen Durchbruch und drehte in den nächsten Jahren bis zu 20 Filme im Jahr. Meistens verkörperte er gutmütige und väterliche Autoritätsfiguren. Gleich in mehreren Filmen spielte er Personen aus seinem alten Tätigkeitsbereich, zum Beispiel Anwälte oder Richter. Auch Ärzte, Bürgermeister, Generäle oder Polizisten wurden in mehreren Filmen durch Hinds verkörpert. Seine heute noch bekanntesten Auftritte hatte er an der Seite von James Stewart: Er verkörperte den exzentrischen Vater von Jean Arthur in der mit zwei Oscars ausgezeichneten Komödie Lebenskünstler (1938), den korrupten Bürgermeister in der Westernparodie Der große Bluff (1939) sowie George Baileys sozial eingestellten Vater im Weihnachtsklassiker Ist das Leben nicht schön? (1946). Anfang der 1940er Jahre war Hinds regelmäßig als Lew Ayres’ Vater in der Filmreihe Dr. Kildare zu sehen.
Samuel Hinds arbeitete bis zu seinem Tod als Theater- und Filmschauspieler. Er wirkte in Nebenrollen an rund 220 Filmen mit, die allermeisten seiner Auftritte wurden im Abspann erwähnt. Samuel S. Hinds verstarb 1948 im Alter von 73 Jahren an einer Lungenentzündung und wurde im Inglewood Park Cemetery beigesetzt. Er war mit Dorothy Cruickshank verheiratet, mit der er zwei Töchter hatte.

## Filmografie (Auswahl)
- 1926: The Amateur Gentleman
- 1932: Wenn ich eine Million hätte (If I Had a Million)
- 1933: Panik im Zoo (Murders in the Zoo)
- 1933: Zwischen heut und morgen (Gabriel Over the White House)
- 1933: Deluge
- 1933: Revolution der Jugend (This Day and Age)
- 1933: Lady für einen Tag (Lady for a Day)
- 1933: Berkeley Square
- 1933: Vier Schwestern (Little Women)
- 1933: Mast- und Schotbruch! (Son of a Sailor)
- 1934: Men in White
- 1934: Manhattan Melodrama
- 1934: Sadie McKee
- 1934: Operator 13
- 1934: Shirley’s großes Spiel (Baby, Take a Bow)
- 1934: Harold Lloyd, der Strohmann (The Cat’s-Paw)
- 1934: Ich kämpfe für dich (Evelyn Prentice)
- 1934: Sequoia – Herrin der Wildnis (Sequoia)
- 1935: Stadt an der Grenze (Bordertown)
- 1935: Licht im Dunkeln (Wings in the Dark)
- 1935: Living on Velvet
- 1935: Oberarzt Dr. Monet (Private Worlds)
- 1935: Helden von heute (West Point of the Air)
- 1935: Eine Frau von 20 Jahren (Accent on Youth)
- 1935: In blinder Wut (Black Fury)
- 1935: Der Rabe (The Raven)
- 1935: She – Herrscherin einer versunkenen Welt (She)
- 1935: Sein letztes Kommando (Annapolis Farewell)
- 1935: The Big Broadcast of 1936
- 1935: Spione küßt man nicht (Rendezvous)
- 1936: Kampf in den Bergen (The Trail of the Lonesome Pine)
- 1936: Nach Mexiko verschleppt (Woman Trap)
- 1936: Zwischen Haß und Liebe (His Brother’s Wife)
- 1937: Geheimbund Schwarze Legion (Black Legion)
- 1937: Night Key
- 1937: Wings Over Honolulu
- 1937: The Road Back
- 1937: Doppelt oder Nichts (Double or Nothing)
- 1937: Bühneneingang (Stage Door)
- 1937: Seekadetten (Navy Blue and Gold)
- 1937: You’re a Sweetheart
- 1938: Der Testpilot (Test Pilot)
- 1938: Wirbelwind aus Paris (The Rage of Paris)
- 1938: Lebenskünstler (You Can’t Take It With You)
- 1938: Dr. Kildare: Sein erster Fall (Young Dr. Kildare)
- 1939: Dr. Kildare: Unter Verdacht (Calling Dr. Kildare)
- 1939: First Love
- 1939: Dr. Kildare: Das Geheimnis (The Secret of Dr. Kildare)
- 1939: Der große Bluff (Destry Rides Again)
- 1940: Dr. Kildare: Auf Messers Schneide (Dr. Kildare’s Strange Case)
- 1940: The Boys from Syracuse
- 1940: Dr. Kildare: Die Heimkehr (Dr. Kildare Goes Home)
- 1940: Spring Parade
- 1940: Das Haus der sieben Sünden (Seven Sinners)
- 1941: Buck Privates
- 1941: Seitenstraße (Back Street)
- 1941: Monstermann verbreitet Schrecken (Man Made Monster)
- 1941: Blüten im Staub (Blossoms in the Dust)
- 1941: Verfluchtes Land (The Shepherd of the Hills)
- 1941: Dr. Kildare: Der Hochzeitstag (Dr. Kildare’s Wedding Day)
- 1941: Unfinished Business
- 1941: In der Hölle ist der Teufel los! (Hellzapoppin’)
- 1942: Helden im Sattel (Ride ’Em Cowboy)
- 1942: Die Freibeuterin (The Spoilers)
- 1942: Der Gentleman-Killer (Kid Glove Killer)
- 1942: Abbott und Costello unter Kannibalen (Pardon My Sarong)
- 1942: Pittsburgh
- 1943: It Ain’t Hay
- 1943: Hers to Hold
- 1943: Draculas Sohn (Son of Dracula)
- 1943: To the People of the United States (Dokumentar-Kurzfilm)
- 1944: Zeuge gesucht (Phantom Lady) (Stimme)
- 1944: Die Schlangenpriesterin (Cobra Woman)
- 1944: Follow the Boys
- 1945: Die Dame im Zug (Lady on a Train)
- 1945: Onkel Harrys seltsame Affäre (The Strange Affair of Uncle Harry)
- 1945: Weekend im Waldorf (Week-End at the Waldorf)
- 1945: Straße der Versuchung (Scarlet Street)
- 1946: Die Ausreißerin (The Runaround)
- 1946: Ist das Leben nicht schön? (It’s a Wonderful Life)
- 1947: Das Ei und ich (The Egg and I)
- 1947: Die falsche Sklavin (Slave Girl)
- 1948: Kennwort 777 (Call Northside 777)
- 1948: Ein Pferd namens October (The Return of October)
- 1948: Der Junge mit den grünen Haaren (The Boy with Green Hair)
- 1949: Geheimaktion Carlotta (The Bribe)